# طلعت زهران
طلعت عبد الرازق زهران (15 فبراير 1954 - / 12 جمادى الآخرة 1373 هـ - ) داعية وأستاذ مساعد بكلية الآداب في جامعة الإسكندرية، وُلد في المحلة الكبرى في مصر. وهو داعية سلفي من أبرز المنادين بالطاعة لولاة الأمر والنصح لهم. وقد واكب أحداثًا بارزة مختلفة فقد كان نشطًا بالدعوة منذ فترة حكم الرئيس المصري حسني مبارك، وكان يراه واليًا شرعيًا لأمر المسلمين في مصر، وحذّر من أحداث ثورة 25 يناير وثم اعتبر طنطاوي حاكمًا شرعيًا إلى حين أن يأتي حاكم آخر بعده في فترة الحكم العسكري الانتقالي ثم فترة حكم محمد مرسي وفترة حكم عبد الفتاح السيسي في مصر. وهو يختلف اختلافًا كبيرًا مع جماعة الإخوان المسلمين وفرح بعزلهم والإطاحة بهم، ويراهم فرقة مبتدعة توالي الشيعة وإيران. وهو يذم الحزبية بشكل عام ويدعو إلى عدم التحزب تحت أي راية إلا الإسلام.

## نشأته ودراسته
التحق بجامعة الإسكندرية وحصل على لقبه الأول عام 1976 في الآداب ثم عمل معيدًا في الجامعة بعد التخرج، ودرس للماجستير فحصل عليه عام 1982 وعمل أستاذًا مساعدًا واستمر بالدراسة للحصول على الدكتوراه عام 1986 في الموضوع نفسه وبقي يعمل بمهنة التدريس في الجامعة ذاتها. بين عامي 1995 و1997 تلقى دعوة للتدريس في جامعة صنعاء، وكان إمام وخطيب مسجد السكن الجامعي بصنعاء. عمل هناك بتدريس مقررات الثقافة الإسلامية وتاريخ الجزيرة العربية. ثم دُعي للعمل أستاذا مشاركا بجامعة الملك سعود بالرياض من عام 1997 حتى 2003. تعلم أيضًا في معهد الفرقان للدعاة السلفيين في مصر وتخرج عام 1991 وعمل في التدريس في ذات المعهد حتى سفره إلى صنعاء.
في فترة إقامته في المملكة العربية السعودية حضر دروسًا للشيخ عبد العزيز بن باز في الرياض، ودروس للشيخ محمد بن صالح العثيمين في الحرم المكي، والمسجد الكبير بعنيزة.

## نشاطه الدعوي
سافر إلى إيطاليا عام 1991 مدة ستة أشهر لإعطاء دروس علمية وخطب في المركز الإسلامي بروما. أشرف على منتدى ديني إلكتروني "مقاتل من الصحراء". وله دروس على قناة البصيرة وفي قنوات طلابه على اليوتيوب.
شارك في إعداد ابحاث علمية منشورة، وكتابة كتب منها المنشور ومنها المطبوع. ومن كتبه:
- أقوال وأفعال واعتقادات خاطئة
- الصلاة قرة عيون المؤمنين
- الردود السلفية على شبهات الحاكمية
- حزب اللات
- إخوانى احذروا الشرك الخفي
- كرة القدم اللعبة المفترى عليها
- الشيعة الخطر القادم ويليها كتاب البهائية
- تنبيه الأنام بأحكام وشروط الخروج على الحكام
- غاية المريد في علم التوحيد

## آرائه
يعتبر أن الحاكم المتغلب له الطاعة في الحسنى حتى لو كان "شنودة" مادام لا يوجد قدرة كافية للاستقلال عنه أو الاطاحة به. ويؤيد ويوالي خليفة حفتر في ليبيا ضد حكومة الوفاق المعترف بها دوليًا خاصة وأنها محسوبة على الاخوان المسلمين والمدعومة من تركيا. وهو ضد الانتخابات عامةً فيعتبر أنَّ اهل الحل والعقد هم المنوط بهم مهمة تعين الحاكم.

## روابط خارجية
- خطبه في مناقب يزيد بن معاوية على يوتيوب